# Кубок России по шашкам 1993
Кубок России по шашкам 1993 года — спортивное мероприятие, прошедшее в городе Солнечногорск Московской области с 20 по 29 ноября.
Соревнования проводились лично-командно по русским и международным шашкам, а также командно в общекомандном зачете. Приняли участие 9 команд.
Система розыгрыша: команды разбиты по дисциплинам (по русским и международным шашкам) и доскам (включая женские и юношеские), в которых проводится

## Призёры
Общекомандный зачет
 Золото — Санкт-Петербург (С. Матвеев, В. Лангин, М.Горюнов, А.Трефилов, Т.Маркова, Александр Георгиев, Александр Верховых, А.Петухов, В.Симонов, С. Дмитриева, тренер — Андрей Напреенков),
 Серебро — Республика Башкортостан (А.Столяров, Халяф Бикбулатов, Вячеслав Чернышев, ?, Ольга Кувайцева, Юрий Черток, Анатолий Татаренко, Елена Мильшина, Дмитрий Фролов, Гузель Ишмуратова),
 Бронза — Самарская область (Юрий Королёв, П. Юмшанов, Олег Дашков, ?, ?, ?, ? Игорь Федоров, ?, И.Федорова)

## Итоги
Русские шашки.

### Командный зачет
Золото 1 место: Свердловская область (А.Константинов, П.Юмшанов,А.Созинов,Е.Морозов,Е.Майданова, тренер — А.Овчинникова) — 20,5 из 30 возможных.
 Серебро 2 место: Санкт-Петербург — 20 очков,
 Бронза 3 место — Самарская область — 17 очков,
4 место — Кировская область — 15,5
5 место — Брянская область — 14,5
6 место — Башкортостан — 14,
7 место — Карелия −3,5

### По доскам
I доска. 1 место — гроссмейстер Юрий Королёв (Самарская область) — 5 очков из возможных, 2-4 места: мастер спорта А.Константинов (Свердловская область), мастер спорта В.Свечников (Кировская область), кмс А.Столяров (Башкортостан) — 3 очка.
II доска. 1 место — гроссмейстер В.Лангин (Санкт-Петербург) — 4,5, 2 место — кмс Халяф Бикбулатов (Башкортостан) — 4, 3-4 места мс П.Юшманов (Свердловская область) и кмс А.Драгунов (Самарская область) — по 3,5 очка.
III доска. 1 место — кмс А.Созинов (Свердловская область) — 5,5 очка, 2 место — мс М.Горюнов (Санкт-Петербург) — 4,5, 3 место — мс Олег Дашков (Самарская область) — 4.
Юношеская IV доска. 1-4 места. Е.Морозов (Свердловская область), А.Козлов (Кировская область), А.Трефилов (Санкт-Петербург), А.Гуща (Брянская область) — по 4 очка (все — кмс)
Женская V доска. 1 место — мс Т.Маркова (Санкт-Петербург) — 4,5, 2 место — мс Е.Майданова (Свердловская область) — 4,5, 3-5 места мс Н.Васина (Брянская область), кмс Е.Малахова (Кировская область), кмс Ольга Кувайцева (Башкортостан) — 3,5
международные шашки.

### Командный зачет
Золото 1 место: Тверская область (В.Логунов, играющий тренер А.Новиков,А.Калмаков,П.Кошкин,М.Зиновьева) — 36 из 50 возможных.
 Серебро 2 место: Санкт-Петербург — 35 очков,
 Бронза 3 место — Башкортостан — 30 очков,
4 место — Удмуртия — 19,5 очка
5 место — Пермская область — 17 очков
6 место — Самарская область — 13 очков

### По доскам
I доска. 1 место — кмс Александр Георгиев (Санкт-Петербург) — 9,5 из 10 возможных, 2 место — мс Юрий Черток (Башкортостан) — 7 очков, 3 место — мс В.Логунов (Тверская область) — 5 очков.
II доска. 1 место — мс А.Новиков (Тверская область) — 8 очков, 2 место — мс В.Одинцов (Удмуртия) — 6 очков, 3 место — кмс Анатолий Татаренко (Башкортостан) — 5,5
III доска. 1 место — мс А.Калмаков (Тверская область) — 9,5 очков, 2 место — мс. А.Петухов (Санкт-Петербург) — 7, 3 место — мс Елена Мильшина (Башкортостан) — 5.
Юношеская IV доска. 1 место — В. Симонов (Санкт-Петербург) — 8 очков, 2 место — П.Кошкин (Пермкая область) −6,5, 3-4 места В.Поповцев (Тверская область), Дмитрий Фролов (Башкортостан) — 5,5 (все игроки — кмс)
Женская V доска. 1 место — кмс М.Зиновьева (Боркова) (Тверская область) — 7 очков, 2 место — Гузель Ишмуратова (Башкортостан) — 6,5, 3-4 места мс И.Федорова (Самарская область), кмс С.Дмитриева (Санкт-Петербург) — 6